# Corrado Radicati
Corrado Radicati (Asti, ... – 31 ottobre 1282) è stato un vescovo cattolico italiano.
È stato vescovo di Asti dal 1260 al 1282.

## Biografia
Corrado già canonico della Cattedrale di Asti, proveniva come il suo successore Bonifacio II dalla famiglia Radicati di Cocconato.
Il vescovo proseguì la politica di recupero dei feudi già iniziata dai suoi predecessori Bonifacio e Oberto Catena.
Infatti lo troviamo il 7 marzo 1270 nell'atto di sottomissione dei nobili monregalesi e alcuni anni più tardi nelle diatribe territoriali con il conte di Provenza, fiancheggiato dal comune di Asti.
Per contro, Corrado ridistribuì le terre riottenute con infeudazioni di nobili fedele alla propria causa:
- il 5 agosto 1260 investì il Marchese del Monferrato di alcune terre dell'episcopato,
- il 26 settembre 1261, concedette un feudo ai signori di Montaldo (poi Montaldo-Roero),
- il 10 e 14 dicembre 1263, concedette benefici per acque e mulini nel territorio di Morozzo e Bene.

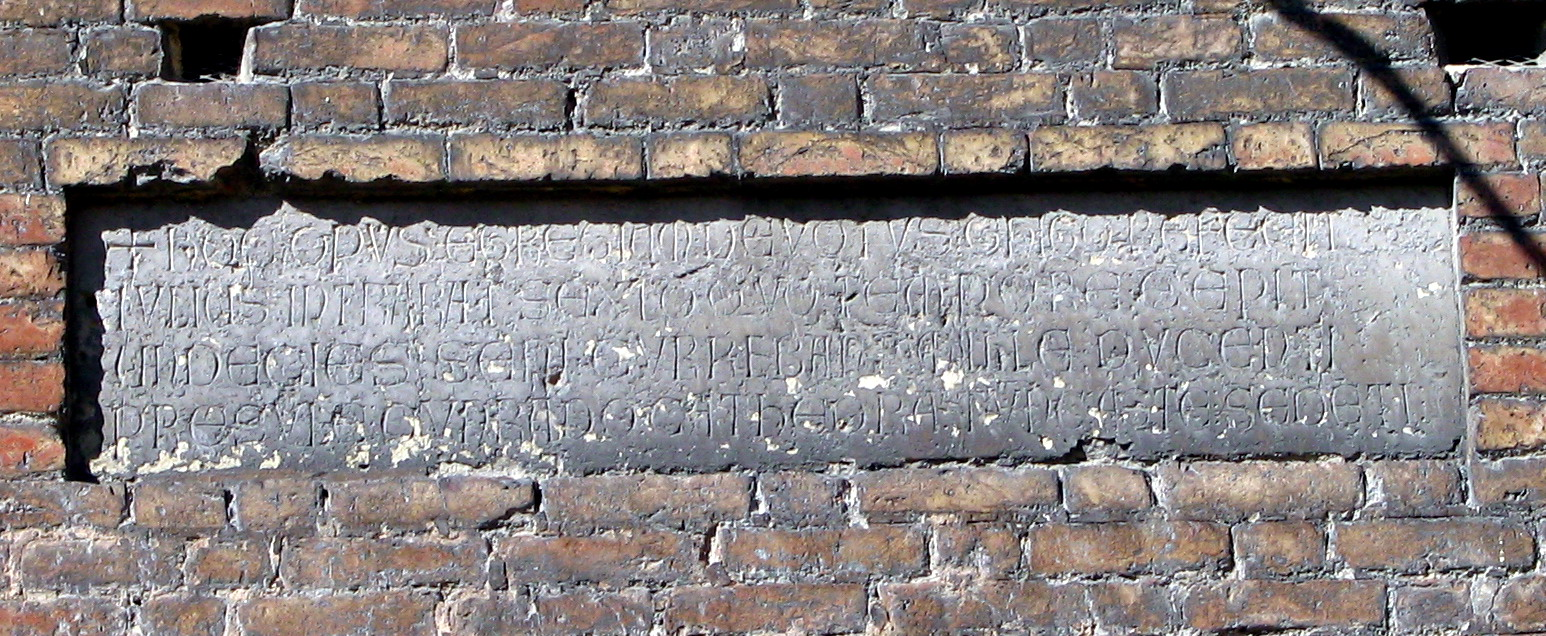
Targa commemorativa a ricordo della ricostruzione del campanile nel 1266

Corrado inoltre, si adoperò per la ricostruzione del campanile della Cattedrale, che era crollato al principio del XIII secolo.
Per far fronte alle ingenti spese di ricostruzione, il vescovo, chiese un contributo da tutti i religiosi della diocesi ed inoltre chiese aiuto al papa che con bolla del 13 luglio 1266 autorizzò il vescovo a prelevare fino a 1000 lire astesi per la ricostruzione.
Il campanile venne ricostruito nel giugno del 1266 dal maestro Devotus Ghigo a sette piani, più una guglia ottagonale, in stile romanico-lombardo, ed è quello tuttora esistente, anche se venne abbassato di un piano nel XVII secolo.